# 皮布拉克
皮布拉克（法語：Pibrac，法語發音：[pibʁak]）是法国上加龙省的一个市镇，属于图卢兹区。

## 地理
皮布拉克（43°37'1"N, 1°17'5"E）面积25.86 平方千米，位于法国奧克西塔尼大區上加龙省，该省份为法国西南部内陆省份，西南端与西班牙接壤，自此顺时针与上比利牛斯省、热尔省、塔恩-加龙省、塔恩省、奥德省和阿列日省接壤。
与皮布拉克接壤的市镇（或旧市镇、城区）包括：萨沃河畔蒙泰居、布拉克斯、科洛米耶、科尔讷巴里约、拉塞尔-普拉代尔、莱格万、莱维尼亚克、蒙东维尔、图什河畔普莱桑斯、多克斯。

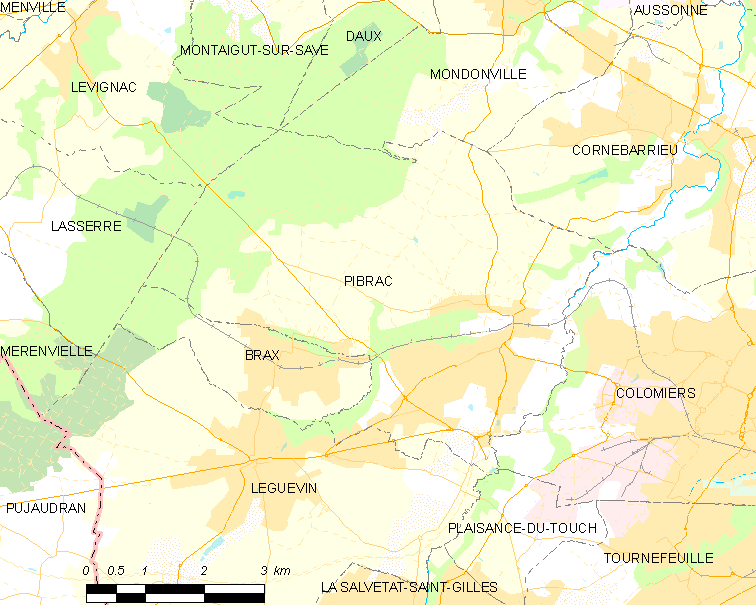
皮布拉克的OSM定位图

皮布拉克的时区为UTC+01:00、UTC+02:00（夏令时）。

## 行政
皮布拉克的邮政编码为31820，INSEE市镇编码为31417。

## 政治
皮布拉克所属的省级选区为图卢兹第七县。

## 人口

1962-2008年间皮布拉克人口变化图示

皮布拉克于2022年1月1日时的人口数量为8828人。

## 图集

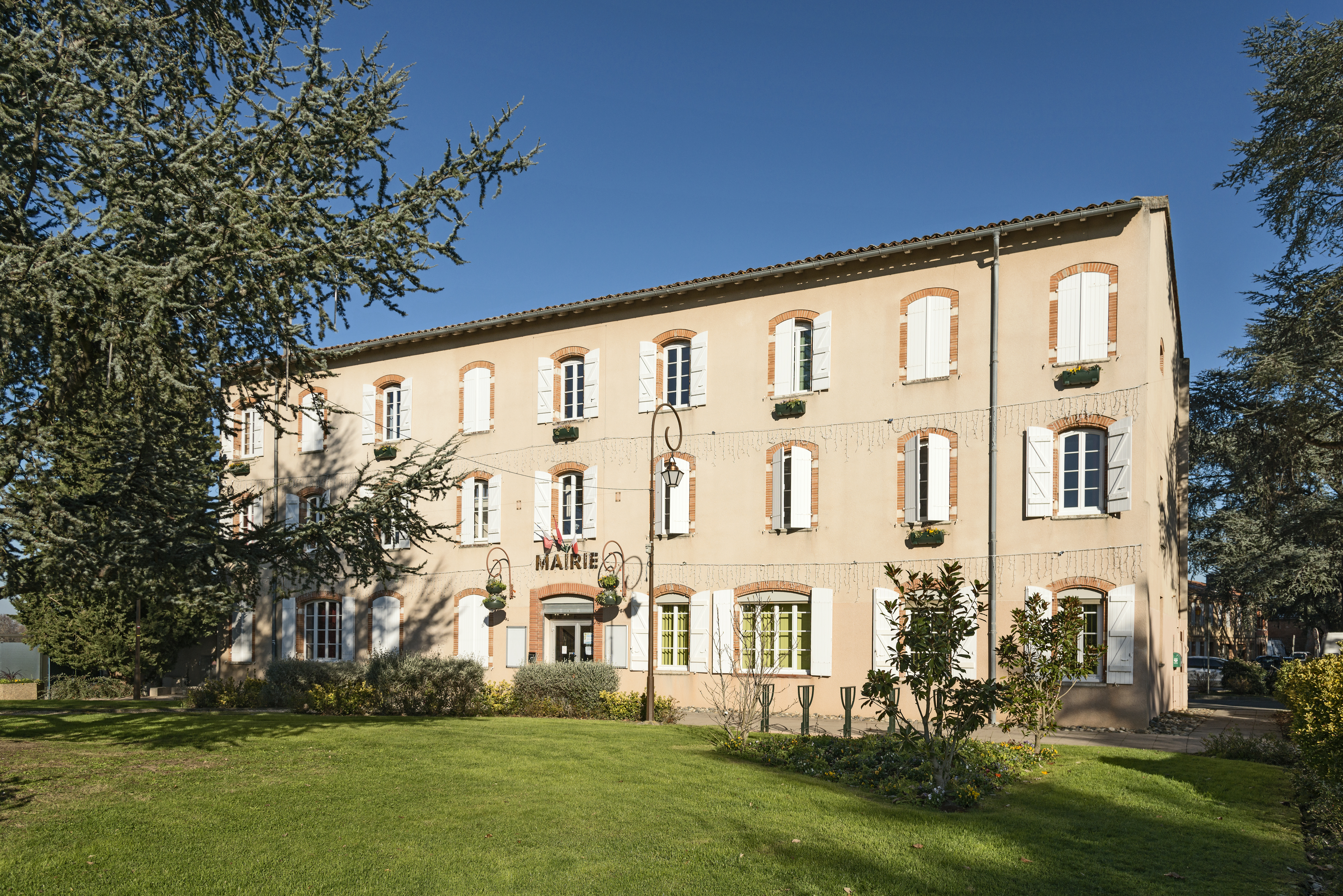
市政厅
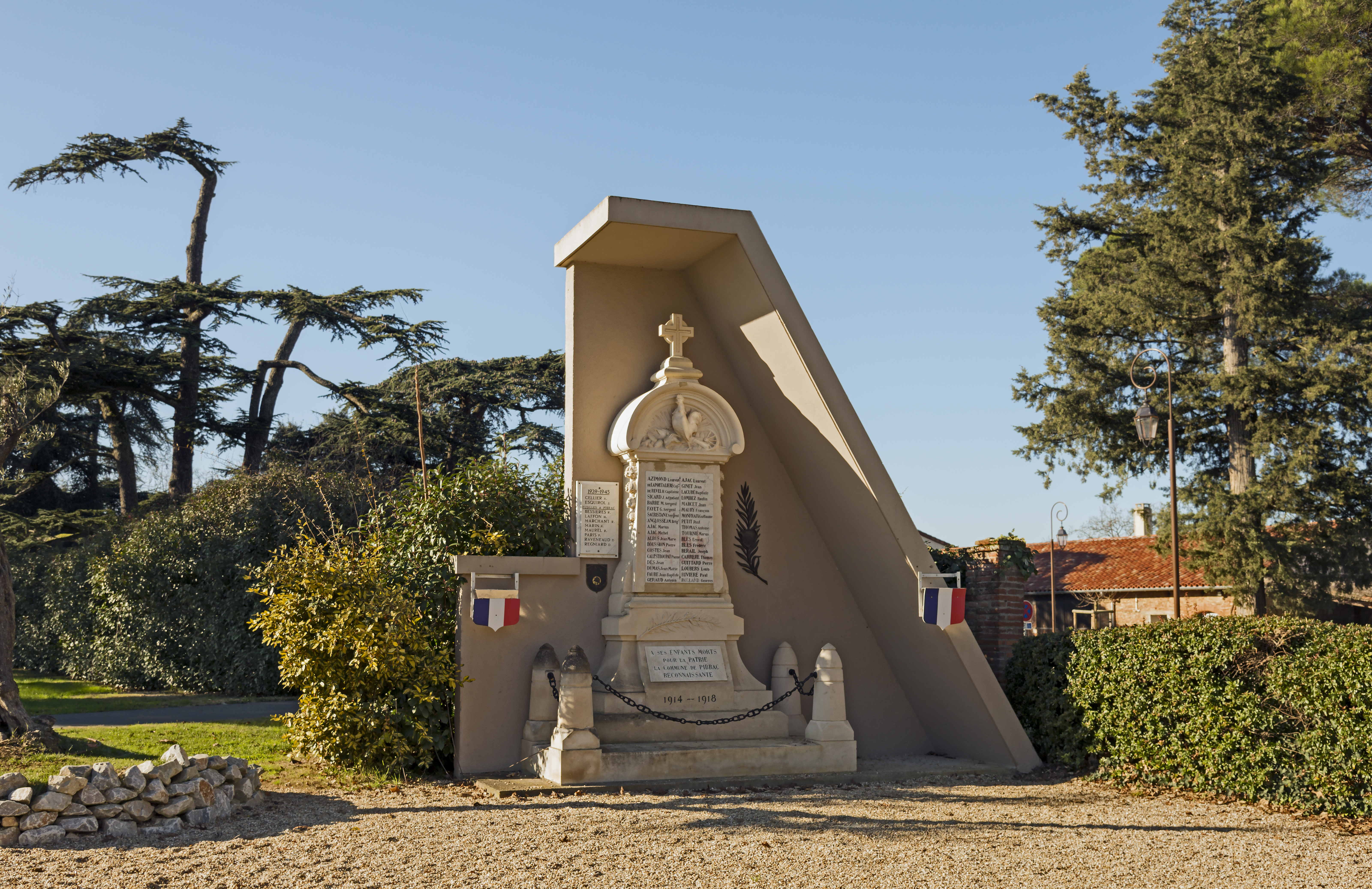
战争纪念碑
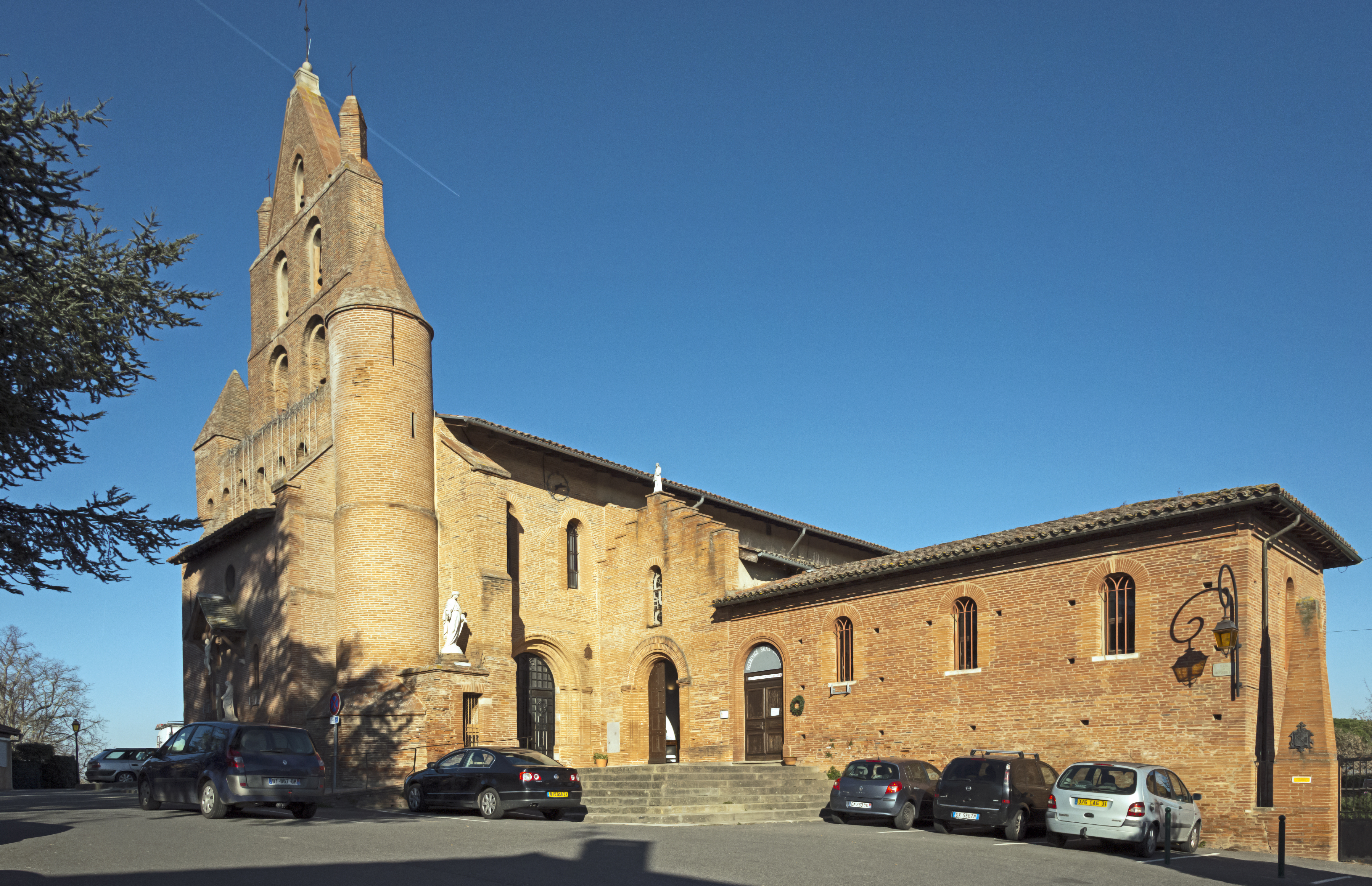
教堂
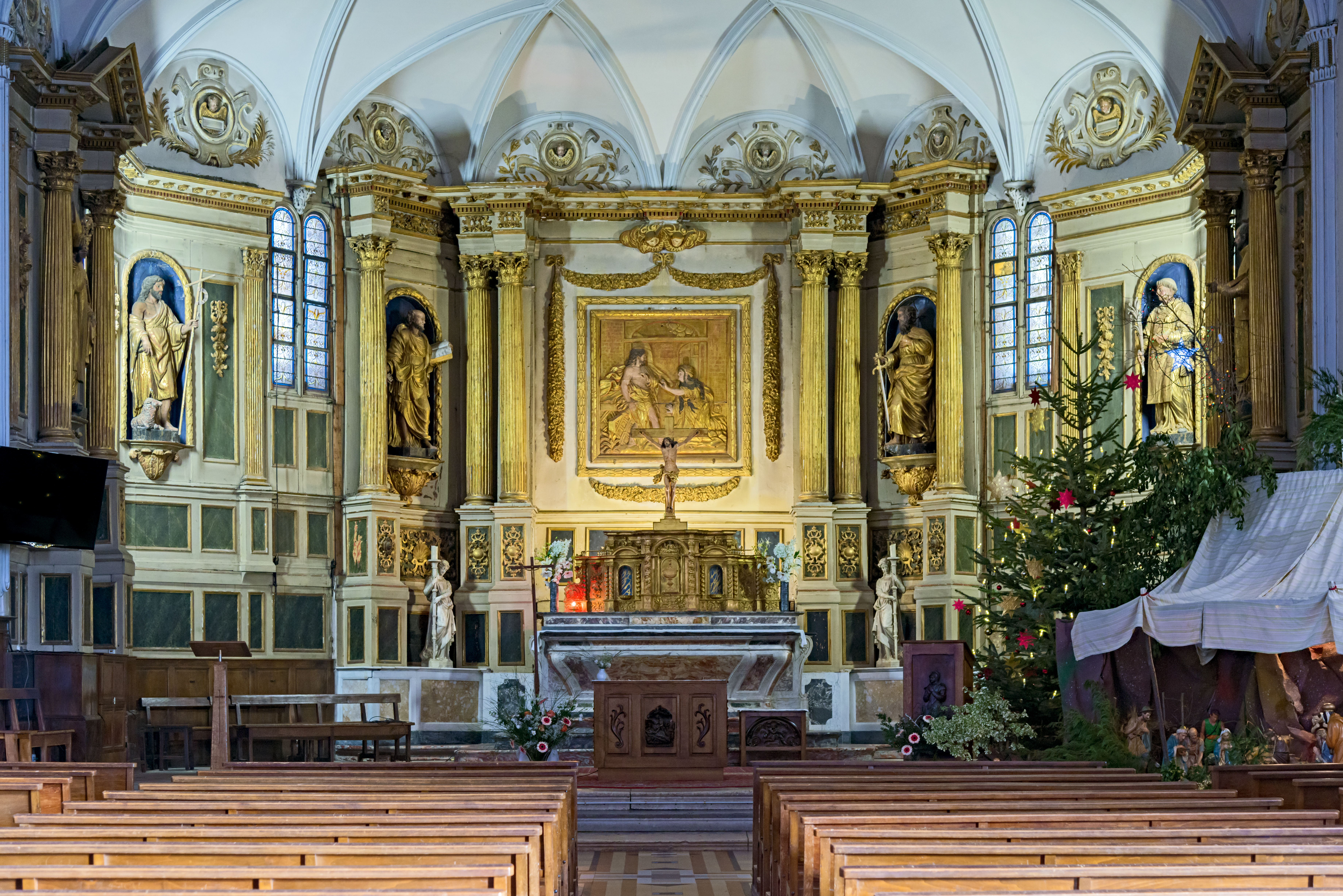
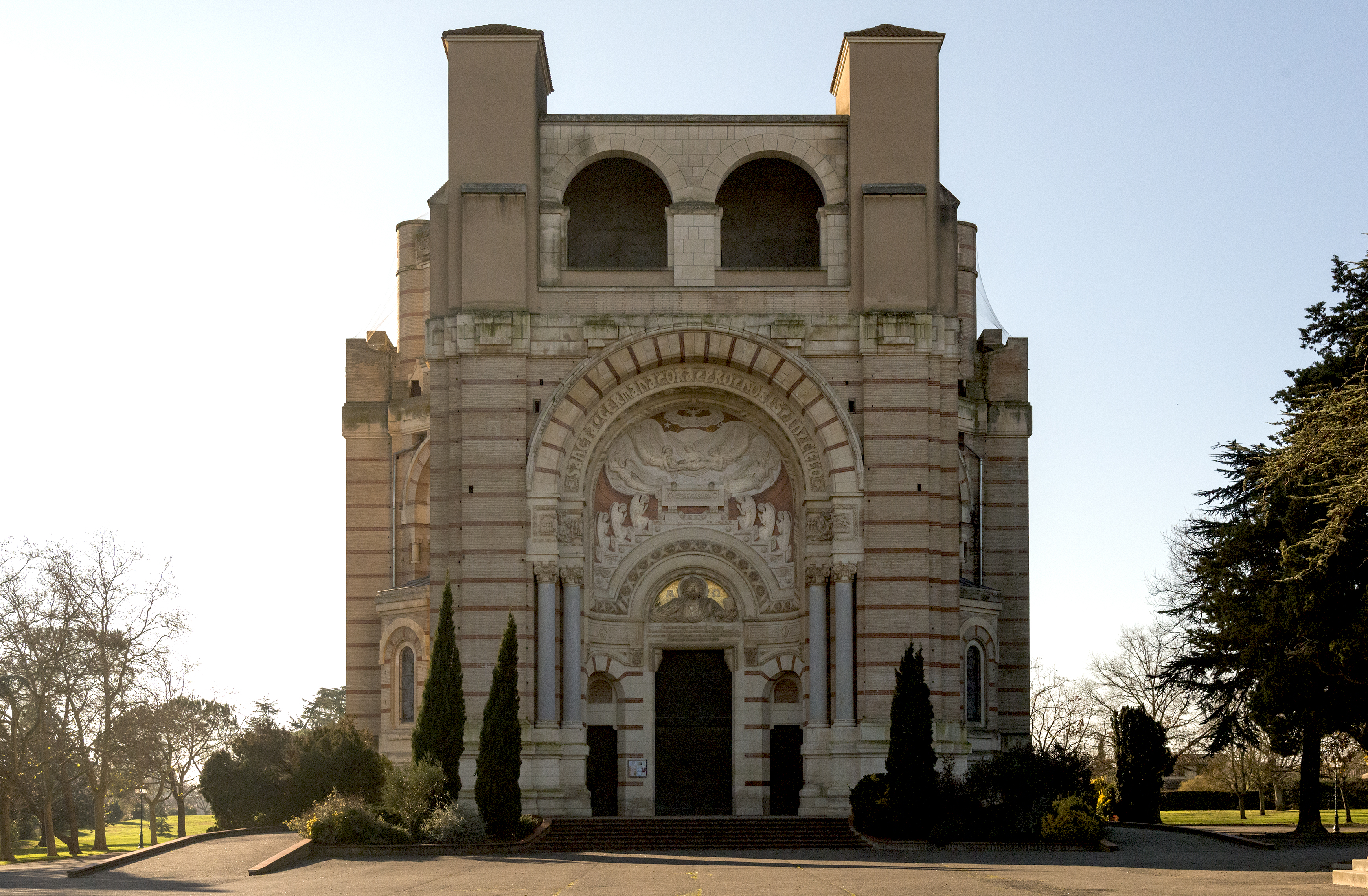
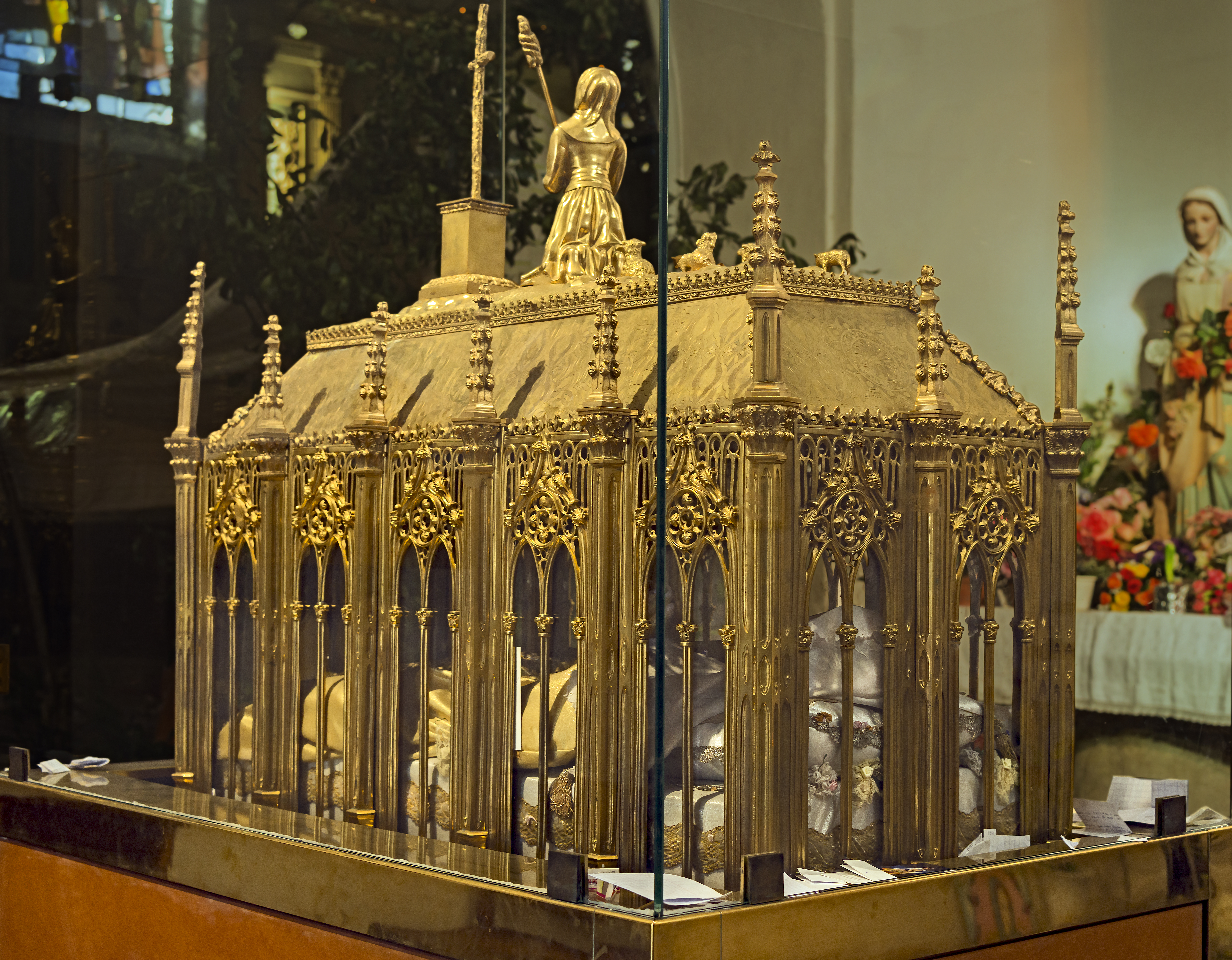
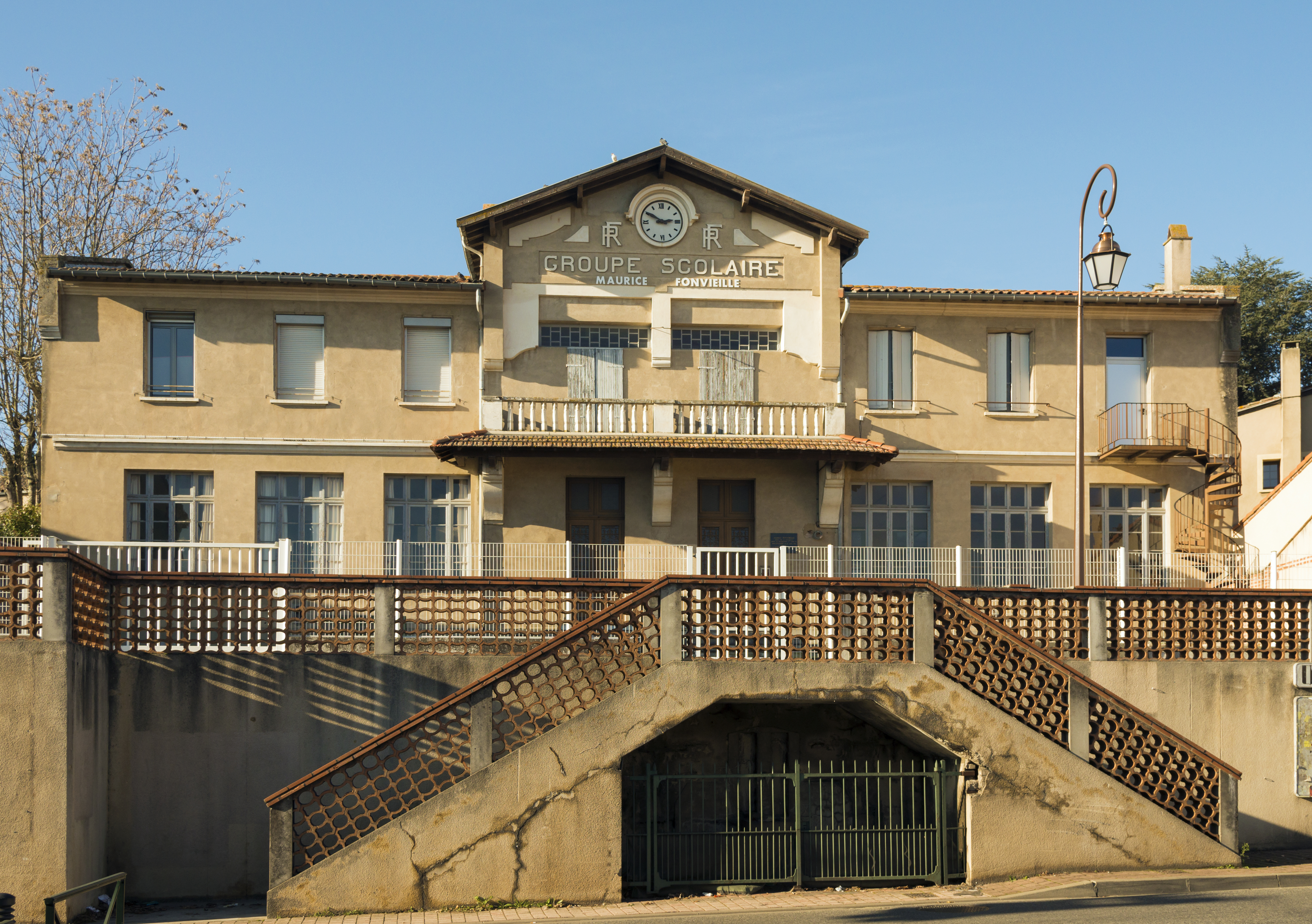
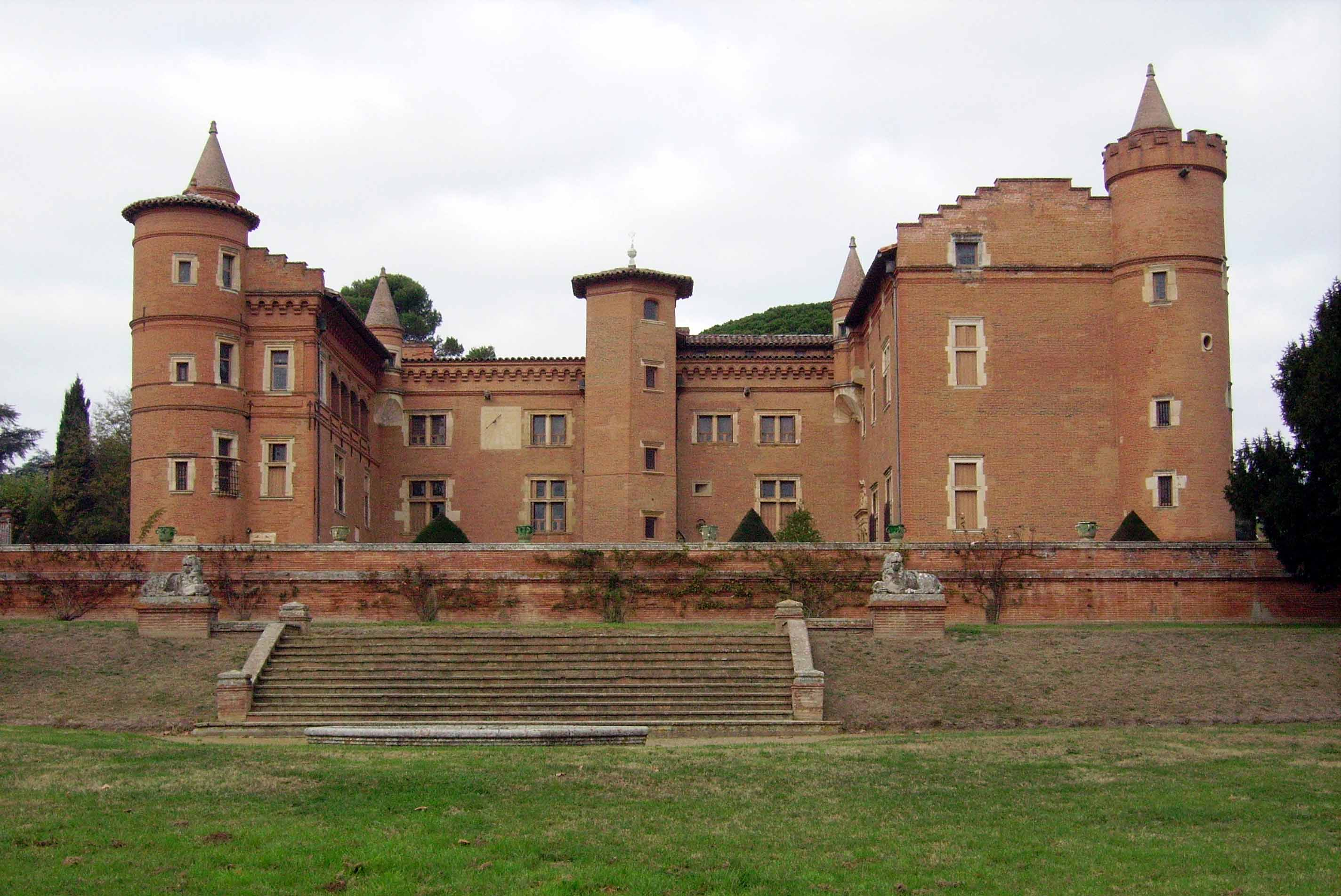